# Vetâla

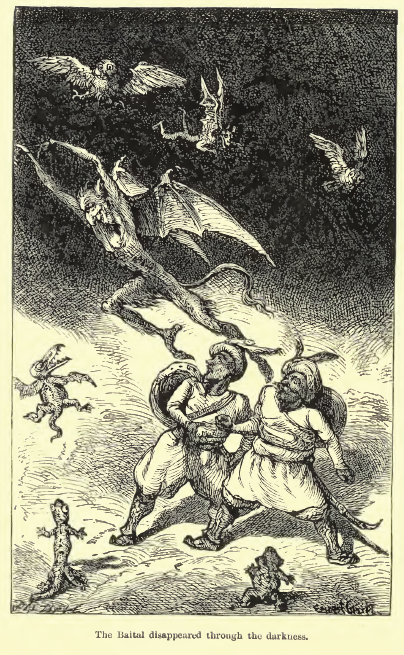
Le Roi Vikramaditya et le vetala dans Les Contes du vampire

Le vetâla (sanskrit : वेताल) est une créature qui peuple les cimetières de la mythologie indienne. Le terme vetâla est généralement traduit par « vampire ». Toutefois, contrairement aux créatures décrites dans le folklore européen, le vetâla n'est pas un suceur de sang. Il s'agit d'un esprit qui prend possession d'un cadavre n'ayant pas reçu d'obsèques. Généralement malfaisant, le vetâla peut également venir en aide à celui qui sait attirer sa sympathie. Les Lois de Manu parlent des vetâla comme étant les hommes non-végétariens.
Les vetâla font notamment leur apparition dans le Kathâsaritsâgara de Somadeva, dont une partie a été traduite en français en 1963 par Louis Renou, sous le titre Les Contes du vampire.